# Gabriel (ur. wrzesień 1992)
Gabriel, właśc. Gabriel Vasconcellos Ferreira (ur. 27 września 1992 w Unaí) – brazylijski piłkarz występujący na pozycji bramkarza we włoskim US Lecce. Jest wychowankiem Cruzeiro EC, którego barwy reprezentował do 2012 roku. Ma za sobą występy w reprezentacji Brazylii do lat 20. Znalazł się w składzie na Igrzyska Olimpijskie w Londynie.

## Sukcesy

### Cruzeiro
- Campeonato Mineiro

Mistrzostwo (1): 2011

### Carpi
- Serie B

Mistrzostwo (1): 2014/2015

### Brazylia U-20
- Mistrzostwa Ameryki Południowej U-20

Mistrzostwo (1): 2011
- Mistrzostwa świata U-20

Mistrzostwo (1): 2011